# Heinrich Klaustermeyer

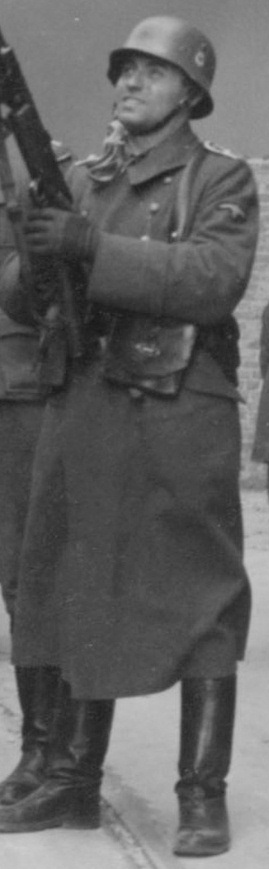
Klaustermeyer im Warschauer Ghetto. Ausschnitt eines Fotos aus einem Bericht von Jürgen Stroop, 1943.

Karl Heinrich Klaustermeyer (* 22. Februar 1914 in Bünde; † 21. April 1976 in Bielefeld) war ein Angehöriger der Sicherheitspolizei in der Zeit des Nationalsozialismus.

## Leben
Heinrich Klaustermeyer war Sohn eines selbständigen Malermeisters. Nach einer Lehre als Kraftfahrzeugschlosser wurde er in der Weltwirtschaftskrise 1932 arbeitslos. Er schloss sich zum 1. Februar 1932 der NSDAP an (Mitgliedsnummer 891.358) und wurde auch Mitglied der SA und Truppführer im NSKK. Er beteiligte sich als „Judenhasser“ führend an den antisemitischen Ausschreitungen in Bünde.
Nach der Machtergreifung der Nationalsozialisten wurde er als Bote in der Stadtverwaltung angestellt. Er wurde 1935 Zeitsoldat (Z12) bei der Wehrmacht, musste aber wegen einer Erkrankung 1937 aus dem Dienst ausscheiden. Im August 1939 wurde er im Rang eines Oberscharführers bei der Gestapo in Bielefeld eingestellt. Ab November 1940 wurde Klaustermeyer zur Dienststelle des Kommandeurs der Sicherheitspolizei (KdS) im besetzten Warschau abgeordnet, in der 2000 Personen beschäftigt waren, davon 800 Deutsche.
Klaustermeyer war in der Abteilung IVb – Judenangelegenheiten beschäftigt und überprüfte im Außendienst die jüdischen Zwangsarbeiter der deutschen Wirtschaftsbetriebe im von den Deutschen eingerichteten Warschauer Ghetto. Er war außerdem bei Razzien eingesetzt. Er war bestechlich, führte ein aufwendiges Leben und konnte sich mit den Erlösen aus seinen Nebengeschäften den Aufenthalt im Hotel Bristol leisten. Er galt als brutal und unberechenbar und wurde von der jüdischen Ghettobevölkerung gefürchtet.
Ab dem 22. Juli 1942 wurde unter Führung des SS-Sturmbannführers Hermann Höfle mit der Auflösung des Ghettos begonnen, die Klaustermeyer als Ortskundiger begleitete. Beim Aufstand im Warschauer Ghetto 1943 begleitete er den für die Niederschlagung hinzugezogenen SS-General Jürgen Stroop. Ende 1943 wurde er in Warschau kurzzeitig zur Sonderaktion 1005 abgestellt, die die Leichname der in den Vorjahren ermordeten Juden ausgrub und verbrannte.
Nach der Niederschlagung des Warschauer Aufstands im Herbst 1944 setzte er sich aus Warschau ab.
Nach Kriegsende wurde er bis Ende 1947 von der britischen Besatzungsmacht im Lager Vennebeck und im Internierungslager Staumühle interniert. Bei der Entnazifizierung wurde er wegen seiner Denunziationen von Juden seines Heimatortes 1938 als belastet eingestuft, seine Tätigkeit in Polen kam in dem Spruchkammerverfahren in Herford allerdings nicht zur Sprache. Er arbeitete fortan als Kraftfahrer, bis er im Februar 1961 in Untersuchungshaft kam, als sein Name in den Ermittlungen gegen Ludwig Hahn genannt worden war und er zugab, bei der Gestapo in Warschau von 1941 bis 1944 dem Judenreferat angehört zu haben.
In einem Aufsehen erregenden Prozess vom 23. November 1964 bis zum 4. Februar 1965 verurteilte das Landgericht Bielefeld Klaustermeyer wegen Mordes in neun Fällen zu jedes Mal lebenslangem Zuchthaus. Am 8. April 1976 wegen einer fortgeschrittenen Krebserkrankung begnadigt, starb Klaustermeyer wenige Tage nach seiner Entlassung am 21. April 1976.